# Flytning
En flytning är en utsöndring från kvinnors underliv. Flytningar är normala hos kvinnor i fertil ålder och är ofta rikligast i samband med ägglossning. Flytningarna fuktar slemhinnorna i slidan, håller den ren och skyddar mot infektioner. 
Det är vanligtvis inget tecken på någon sjukdom att ha flytningar från slidan, dock kan förändrade flytningar bero på sjukdomar, exempelvis:
- Rikligare flytningar.
- Färgförändringar eller blod i flytningarna.
- Flytningarna kan bli gryniga.
- Flytningarna luktar annorlunda eller "fiskaktigt", exempelvis om man har bakteriell vaginos.